# Żulin (przystanek kolejowy)
Żulin – kolejowy przystanek osobowy w Żulinie, w województwie lubelskim, w Polsce.

## Ruch pasażerski
| Rok  | Wymiana pasażerska na dobę |
| ---- | -------------------------- |
| 2017 | 0-9                        |
| 2022 | 0-9                        |

Mimo że linia kolejowa przebiega przez samo centrum Żulina, przystanek umieszczono w lesie, ok. 1 km na południowy wschód od wsi, w połowie drogi do Józefowa i Bzitego (poprzednia nazwa stacji to Bzite).
Od 11 grudnia 2022 przystanek na żądanie.